# Chiesa dei Santi Lucia e Giusto
La chiesa dei Santi Lucia e Giusto è situata a Montagnana Pistoiese, nel comune di Marliana, in provincia di Pistoia.
Edificata prima del XII secolo all'interno di un castello fortificato, dipendente dalla pieve di Celle, conserva all'esterno tracce dell'originaria conformazione romanica, mentre all'interno ha subito radicali trasformazioni tra Sette e Ottocento.
Il campanile era in origine una torre difensiva inserita nella cinta delle mura cittadine.